# Abdalaque II
Abdalaque II, Abde Alhaque II, ou Abde Alaque II (em árabe: عبد الحق; romaniz.: ‘Abd al-Ḥaqq) foi sultão do Império Merínida (do atual Marrocos) entre 1420 a 1465. Era filho de Abuçaíde Otomão III (r. 1398–1420).

## Vida
Abdalaque foi feito sultão em 1420 sob a regência de um vizir oatácida, e mais tarde foi sultão nominal sob a alçada da família dos Oatácidas, ramo poderoso dos Merínidas, até 1465. Era filho de Abuçaíde Otomão III (r. 1398–1420), que fez uma tentativa malsucedida de recuperar Ceuta dos portugueses em 1419. 
Isto levou à instabilidade no Império Merínida, culminando num golpe popular, em Fez em 1420, no qual Abuçaíde foi morto. À época, o seu filho e herdeiro, Abdalaque tinha só um ano de idade, perfilando-se como principal candidato de sucessão. Uma luta de sucessão rapidamente se precipitou, enquanto outros pretendentes emergiam, à porfia pelo trono.
Abu Zacaria Iáia Uataci era governador de Salé. Ouvindo a notícia do assassinato do sultão, apressou-se a assumir o domínio do palácio real, proclamando Abdalaque o novo sultão e autonomeando-se seu regente e ministro-chefe (vizir). Marrocos caiu em desordem e conflito. Em 1423, o regente emergiu como o governante efetivo do Estado.
Quando Abdalaque atingiu a maioridade em 1437, Abu Zacaria recusou-se a abdicar da regência. Em 1437, o rei de Portugal, Duarte I (r. 1433–1438) ordenou que Tânger fosse sitiada, mas o empreendimento foi malsucedido, levantando o moral dos marroquinos e aumentando o prestígio dos xarifes que lideravam a defesa. Abu Zacaria aproveitou a vitória para consolidar o seu poder.  
Qualquer pensamento sobre a rendição da regência foi esquecido. Em janeiro de 1438, sob sua administração, a tumba de Idris II (r. 808–828), fundador de Fez, foi redescoberta, tornando-se importante local de peregrinação. Abu Zacaria foi sucedido pelo sobrinho Ali ibne Iúçufe em 1448, que por sua vez foi sucedido no mesmo ano pelo filho de Abu Zacaria, Iáia. Em 1458, os portugueses desforram-se da derrota em Tânger, conquistando Alcácer Ceguer.
Na sequência de uma reforma fiscal particularmente mal recebida pela população, Abdalaque foi assassinado, por degolação, em 1465 durante a Revolução Marroquina daquele ano.